# Rudolf Toussaint
Rudolf Toussaint, född 2 maj 1891 i Egglkofen, död 1 juli 1968 i München, var en tysk general. Han var mellan 1941 och 1943 befälhavare för Wehrmacht i Riksprotektoratet Böhmen-Mähren. I andra världskrigets slutskede var Toussaint kommendant i Prag.